# Jorge Bonifacio
Jorge Luis Bonifacio (né le 4 juin 1993 à Saint-Domingue, République dominicaine) est un joueur de champ extérieur de la Ligue majeure de baseball.

## Carrière
Jorge Bonifacio signe son premier contrat professionnel en décembre 2009 avec les Royals de Kansas City. Il est le jeune frère de l'ancien joueur des Royals Emilio Bonifacio. Jorge participe au match des étoiles du futur en 2016.
Il fait ses débuts dans le baseball majeur le 21 avril 2017 avec Kansas City.